# 薩蒂瓦蘇爾
薩蒂瓦蘇爾是哥倫比亞的城鎮，位於該國東北部，由博亞卡省負責管轄，距離首府通哈132公里，始建於1543年，面積81平方公里，海拔高度3,101米，2005年人口1,294。
6°05′N 72°44′W / 6.083°N 72.733°W